# سو طومسون
سو طومسون (بالإنجليزية: Sue Thompson)‏ هي كاتبة غنائية ومغنية أمريكية، ولدت في 19 يوليو 1925 في ميزوري في الولايات المتحدة.

## وصلات خارجية
- سو طومسون على موقع IMDb (الإنجليزية)
- سو طومسون على موقع ميوزك برينز (الإنجليزية)
- سو طومسون على موقع ديسكوغز (الإنجليزية)
- سو طومسون على موقع قاعدة بيانات الفيلم (الإنجليزية)